# Islândia nos Jogos Olímpicos de Inverno de 1968
A Islândia competiu nos Jogos Olímpicos de Inverno de 1968 em Grenoble, França.